# Bidragsfusk
Bidragsfusk är ett samlingsnamn på olika sätt att medvetet tillskansa sig mer medel än vad man är berättigad från välfärdssystemen. Oftast handlar det om att lämna felaktiga eller missvisande uppgifter till myndigheter och kommuner. Däremot räknas inte oavsiktliga misstag eller regelmässigt korrekta utbetalningar som överutnyttjar bidragssystemen på sätt som går emot intentionerna bakom dem.
Bidragsfusk sker i varierande utsträckning för samtliga former av utbetalningar så som bidrag, ersättningar, pensioner och lån till enskilda personer, föreningar och företag.

## Bidragsfusk i Sverige
I Sverige uppskattades 5,5 % av alla utgifter för utbetalningar 2018 vara felaktiga. Överlag anses bidragsfusk vara omoraliskt. På senare år har dock acceptansen ökat. Enligt journalisten Hanne Kjöller är bidragsfusken välkända bland myndigheterna, och välstuderade av olika offentliga utredningar, men det saknas politisk vilja att motverka dem. Istället har fokus varit på att bidragen kan betalas ut snabbt.
Bidragsbrott rörande bidrag för personliga ändamål regleras sedan 2007 av bidragsbrottslagen.

### Fusk med assistansersättningen
Under början av 2000-talet skenade kostnaderna för assistansersättning ocb LSS. Mellan 2002 och 2015 ökade kostnaderna för assistansersättning för anlitandet av personliga assistenter från 830 miljoner 2002 till 2,5 miljarder (300 %), vilket misstänktes till viss del kunna förklaras av fusk.
I ett uppmärksammat från 2024 fall dömdes flera medlemmar av en familj i Södertälje för att tagit ut full assistansersättning samtidigt som de haft heltidskarriärer och befunnit sig på annat ort de uppgivit.
På uppdrag av Regeringen Kristersson släppets i en april 2025 gemensam rapport från 16 myndigheter där det konstaterades att organiserad brottslighet systematiskt utnyttjar den bristande kontrollen i utbetalningen av assistansersättning samt genom infiltration. Rapporten visade att 50 % av assistansanordnarna och 62 % av assistansbolagen hade koppling till organiserad brottslighet.

### Multipla identiteter
Folkbokföringen i Sverige har historiskt sett varit tillförlitlig, där alla barn som föds på sjukhus har folkbokförts av sjukhuset. På senare år har bristande identitetskontroll vid invandring till Sverige resulterat i att person kan ha flera olika personnummer och samlingsnummer och på så sett tekniskt sett ha rätt till ett flertal digitala utbetalningar.

### Folkbokföring på fel adress
Enligt folkbokföringslagen ska en person aktivt informera Skatteverket om sin nuvarande bostadsadress, vilket i sin tur påverkar personens rätt till vissa bidrag. Enligt en undersökning från Skatteverket 2016 medger cirka 10 % av de befolkningen att de kände minst en person som är folkbokförd på fel adress.
Bland annat förekommer fusk där ena parten i ett parförhållande skriver sig på en annan adress för att ta ut mer i bostadsbidrag. Det kan också gälla att personer inte själva anmäler att de har inneboende och på så sätt lägre boendekostnader. Vid flera tillfällen har det även uppmärksammats att riksdagsledamöterna fuskar med folkbokföringen för att få ersättning för övernattningsbostäder genom att felaktigt skriva sig på adresser långt ifrån riksdagen. 2011 tvingades Socialdemokraternas dåvarande partiordförande Håkan Juholt avgå till följd av uppmärksammat folkbokföringsfusk i  Juholtaffären.
Folksbokföringsfusket är inte häller begränsat till adresser inom Sverige. 2023 slogs nytt rekord i antalet upptäckta felaktiga utbetalningar så som barnbidrag och bostadsbidrag till personer med medborgarskap i Sverige, men som inte längre bor i Sverige. 2019 uppmärksammades att över hundra personer var skrivna en enskild adress i Hässelby där många misstänktes inte ens bo i Sverige. Samma år fick nyheten om att Iraks dåvarande försvarsminister Najah al-Shammari också var sjukskriven på en adress i Sverige internationell spridning.